# Gabinete Paul-Boncour
O Gabinete Paul-Boncour foi o ministério formado por Joseph Paul-Boncour em 18 de dezembro de 1932 e dissolvido em 28 de janeiro de 1933. Foi o 91º gabinete da Terceira República Francesa, sendo antecedido pelo Gabinete Herriot III e sucedido pelo Gabinete Daladier I.

## Contexto
Joseph Paul-Boncour formou um gabinete após a queda do último governo de Édouard Herriot, acumulando também a pasta dos Negócios Extrangeiros.
Porém, em meio aos efeitos da Grande Depressão na França e a uma situação parlamentar instável, Paul-Boncour foi derrubado pouco mais de um mês após sua investidura, sendo substituído por seu ministro da Guerra, Édouard Daladier, em 31 de janeiro de 1933, mas permanecendo à frente das relações exteriores.

## Composição
- Presidente da República: Albert Lebrun
- Presidente do Conselho de Ministros: Joseph Paul-Boncour
- Ministro dos Estrangeiros: Joseph Paul-Boncour
- Ministro da Justiça: Abel Gardey
- Ministro do Interior: Camille Chautemps
- Ministro da Guerra: Édouard Daladier
- Ministro das Finanças: Henry Chéron
- Ministro da Educação Nacional: Anatole de Monzie
- Ministro das Obras Públicas: Georges Bonnet
- Ministro da Agricultura: Henri Queuille
- Ministro do Comércio e Indústria: Julien Durand
- Ministro dos Correios, Telégrafos e Telefones: Laurent Eynac
- Ministro do Trabalho e Segurança Social: Albert Dalimier
- Ministro das Pensões: Edmond Miellet
- Ministro da Saúde Pública: Charles Daniélou
- Ministro das Colônias: Albert Sarraut
- Ministro da Marinha: Georges Leygues
- Ministro do Ar: Paul Painlevé
- Ministro da Marinha Mercante: Léon Meyer